# 極上!!めちゃモテ委員長 クルモテ ガールズコンテスト!
『極上!!めちゃモテ委員長 クルモテ ガールズコンテスト!』（ごくじょう - いいんちょう -）は、アトラスが開発したトレーディングカードゲーム方式の女の子向けアーケードゲームである。2009年7月15日から2011年7月21日まで稼動。

## 概要
少女漫画雑誌『ちゃお』で連載中の看板作品（本作発売当時）で、同作品を原作とするテレビアニメが放映中（本作発売当時）の『極上!!めちゃモテ委員長』を題材としたトレーディングカードゲーム方式のアーケードゲームである。ゲーム本編においては、主人公の北神未海（シリーズ途中からはオリジナルキャラクターでのプレイも可能）を操作してモテコンテスト優勝を目指す音楽ゲームとなっている。
『ちゃお』の前看板作品であった『きらりん☆レボリューション』のアニメ放送終了（2009年3月末）、原作漫画終了（同年6月号）、そしてそのアーケードゲーム作品『きらりん☆レボリューション クルキラ★アイドルDays』（以下、『クルキラ★アイドルDays』と略記）の稼働終了に伴い、これに置き換わる形で同年7月15日から順次設置、稼働を開始した。2011年4月10日のアニメ放送終了後も稼働継続してきたが、同年7月21日を以て稼働を終了（但し、それ以前にカード切れになると、自動カード販売機として稼働させることができなくなるため、必然的に稼働終了となる）。同日以降、本作の筐体は順次『電車カードゲーム テツダマシィ』に流用されている。

## シリーズ
他のトレーディングカード方式のゲームと同様に、本作においてもクルモテカードの差し替え、ゲーム内容の変更などが以下のように適宜行われている。なお、以下に示される稼働開始時期は公式発表に基づくものであるが、各店舗における実際の稼働開始時期には誤差がある。例えば、クルモテカードに関しては、店舗によっては前シリーズのカードが全て排出されるのを待ってから次シリーズのカードを補充する場合もあり、その場合、新シリーズのクルモテカード排出開始時期は下記の時期より遅れることとなる。
なお、本作の販売促進関係にあるイオングループでは、一部のシリーズが他店よりも先行稼働していたことがある。
| No | サブタイトル           | 稼働開始       | カード枚数              | 備考 |
| -- | ---------------------- | -------------- | ----------------------- | --- |
| 1  | '09夏                  | 2009年7月15日  | 46 (27/10/6/3)          | |
| 2  | '09秋トレンド          | 2009年9月15日  | 61 (34/15/9/3)          | コンテストに「トレンドコンテスト」が追加。 |
| 3  | '09秋デビュー          | 2009年10月29日 | 55 (30/14/9/2)          | コンテストに「ダンスモード」が追加。 従来のコンテスト群を「ファッションモード」としてグループ化。 「ファッションモード」に「'09秋コンテスト」が追加。 破損したクルモテメモリーカードの修復を試みる機能が追加。 ゲームをプレイせずカードの連続購入が可能になった。 |
| 4  | '10冬スノー            | 2009年12月16日 | 57 (33/12/9/3)          | コンテスト（ファッションモード）に「冬コンテスト」が追加。 コンテスト（ダンスモード）の背景が冬バージョンに変更。 |
| 5  | '10春スタート          | 2010年3月12日  | 49 (27/10/8/4)          | オリジナルキャラクター（マイキャラ）を作成してプレイする機能が追加。 「モデルコンテスト」が追加。 メイクアップカードにコロンが追加。 |
| 6  | '10夏ナチュラル        | 2010年5月13日  | 58 (30/13/9/6)          | フレンドカードが追加。 |
| 7  | '10夏フェスタ          | 2010年7月15日  | 50 (26/12/8/4)          | カードデザインリニューアル。 ダンスモードで『めちゃモテ!サマー』曲追加 モテポイント入手アイテム追加。 |
| 8  | ベストコレクション     | 2010年10月28日 | 33 (16/3/11/3)          | 実写カード登場。 カード上下に別のバーコードがあるWバーコード登場。 |
| 9  | プレミアムコレクション | 2011年2月10日  | - (-/-/-/11) （非公表） | 背景描写カード登場。 |

補足：カード枚数の括弧内の数は、それぞれノーマル/レア/スーパーレア/プラチナの枚数を示す。

## ゲーム内容

### 大まかな流れ
1プレイ100円となっている。コイン投入後、クルモテカードが1枚排出される。ゲームをプレイするか、プレイする場合はクルモテメモリーカード（以下、メモリーカードと略記）を使用するかを選択する。ゲームをプレイしない場合はここで終了となる。なお、第3弾以降では、ゲームをプレイせずにカード購入のみを連続で行うことも可能となっている。その際の操作は後述する。
メモリーカードを使用する場合、読み取り口にメモリーカードを置く。そのメモリーカードが未使用であれば、名前および誕生日入力画面へと遷移する。名前等を入力後、あるいは使用開始済みのカードであればすぐに、メモリーカードに登録された以下の情報が表示され、ゲームが始まる。
- 名前
- 誕生日
- めちゃモテポイント
- 優勝回数
- メモリーカードの残度数

ゲーム本編では、難易度と出場するコンテストを選択し、コンテストに合わせた衣装をコーディネイトして、コンテストに挑む。コンテスト部分は音楽ゲームとなっている。コンテスト終了後、以下の要素それぞれに成績が算出され、その合計によってコンテスト成績が決まる。コンテスト成績が、難易度に応じて定められた得点以上であれば、コンテスト優勝として扱われる。
- コーディネイト
- プロデュース

ゲーム終了後、モテ☆コレ講座の3択クイズとなる。シチュエーションが示され、3枚のカードの中からシチュエーションに最適のカードを指定するというものである。
メモリーカードを使用している場合は、めちゃモテポイントに応じてメイクポーチやネイルケースが使用可能となる。使用可能な場合、メイクポーチやネイルケースが現れ、今回のプレイにて使用したメイクやネイルアートを保存することが可能となる。保存先が表示され、マウス様の選択操作にて保存先を決定あるいやキャンセルする。
メモリーカードを使用している場合は、コンテスト成績とモテ☆コレ講座の正誤、本日のプレイ回数などに基づいてめちゃモテポイントの獲得量が決定され、メモリーカードに加算される。その後、以下の情報が表示され、メモリーカードを取り除く旨のメッセージが表示される。
- トータルめちゃモテポイント
- メモリーカードの残度数

電源投入以降の上位10位以内であればランキング入りとなり、ネームエントリー画面へと遷移する。ネームエントリーの際にはNGワードが設定されており、NGワードに抵触する名前を入力すると自動的に「みみ」の名前で登録されることになる。メモリーカードを使用していれば、ネームエントリー画面はスキップされ、メモリーカード内に記録された名前が自動的にエントリーされる。
なお、第3弾以降ではゲームをプレイせずにカードの連続購入のみを行うモードが設けられている。また、このモードであってもメモリーカードにめちゃモテポイントを加算することが可能である。ゲーム開始時に連続購入を行うためのモードを選択し、メモリーカードを使用するかどうかを選択、メモリーカードを使用する際は画面の指示に従ってメモリーカードをカード読み取り口に置き、コイン投入を繰り返すことでカードの連続購入が可能となる。

### 操作方法
コントロールパネルの、左に配置されている3色ボタン（上に赤、左下に青、右下に緑）、あるいは右下に配置されているタッチパネル（画面に直接タッチするのではなく、ノートパソコンのようなタッチ用プレートが設けられている）によって操作する。
操作は大きく、左右選択、画面全体選択、ゲーム内の3種類に分類される。
左右選択では、青ボタンと緑ボタン、もしくはタッチパネル上で指をスライドさせる操作によって左右に選択マークを移動、赤ボタンで決定となる。
画面全体操作では、テモテモをモチーフとしたマウスカーソルが設けられており、タッチパネルを用いてタッチパッド様の操作方法で選択、赤ボタンで決定する操作となる。なお、画面全体操作であってもほとんどの場合は左右選択も併用可能となっている。
ゲーム内では基本、3色ボタンのみでの操作となるが、コンテスト内でポーズを決める際の操作は、ポーズに応じて事前に定められたタッチパネルでの操作となる。

### クルモテカード
クルモテカードの上部にはバーコードが付与されており、本作筐体のコントロールパネル上部、右手前に設置されたバーコードリーダーに読み込ませることで、バーコードを識別する。バーコードにはJAN13（インストアマーキングJAN）を使用している。シリーズ後期の「ベストコレクション」からは、バーコードが上下についたWバーコード仕様のカードも存在する。
コーディネイトで使用可能なカードは大きく以下の種類に分けられる。なお、下記の並び順は、コーディネイト画面において右側に表示される並び順となっている。
コスチュームカード
トップス、ボトムス、アンダーウェアなど、全体衣装を決定するカードである。
シューズカード
シューズを決定するカードである。
ヘアアレンジカード
ヘアアレンジを決定するカードである。
アイテムカード
ショルダーバッグ、バスケット、パラソルなどのアイテムを決定するカードである。
ネイルカード
ネイルアートを決定するカードである。この種に限り、最大3枚までカードを読み込ませることで、その3種のネイルを組み合わせることが可能となっている。
メイクアップカード
メイクを決定するカードである。シリーズによってメイクの種類が異なる。例えば、コロンは第5弾から使用可能なメイクである。
ドレスアップカード
コスチューム、シューズ、ヘアアレンジをセットで決定するカードである。カードのレア度としては最高位に位置する「プラチナカード」のみで構成される。
同一ゲーム内で同一種のカード枚数には制限が施されており、ネイルカードは最大3枚、メイクカードはシリーズによって異なるが最大5枚、その他のカードは1枚のみ使用可能である。ネイルカードとメイクカード以外は、同一種のカードを2度選択すると、後で選択したカードが有効となる。メイクカードは「チーク」「アイシャドウ」「アイライン」「リップ」「コロン」の計5種類それぞれに1枚のカードを使用することができ、同一種類へメイクは後で選択したカードが有効となる。シリーズ第3弾以降では、コスチューム、シューズ、ヘアアレンジ、アイテムには、衣装をランダムに決定する「ランダムカード」が設けられている。
いずれのカードも、着こなし方を意味するスタイルを選択することができ、これによって複数種類（3種類が多いが、カードによっては3種類でない場合もある）のバリエーションを持たせることが可能である。例えば、ヘアアレンジカードであれば髪留めが変化する、アイテムカードであれば持ち方が変化する、といった具合である。また、ネイルカードでは、最大3種類のカードを組み合わせることができるほか、ベース、ストーン、シール、それぞれ3種類の色から選択可能である上、ストーンやシールは貼り付け位置を変化させることも可能である。他に、メイクアップカードでは、メイクの濃淡も変化させることが可能である。ドレスアップカードは、コスチューム、シューズ、ヘアアレンジ個別に複数種類から選ぶわけではなく、あくまでこれらのセットを選ぶものとなっている。
コーディネイトで使用可能なカードの絵柄は、アニメ版の北神未海が衣装を着た状態のものが多いが、シリーズ後期の「ベストコレクション」からは、実写パートを担当している北神役の小川真奈がプリントされた実写版カード、アニメ版と実写版の北神2人が並んだカードも存在する。背景はほとんど統一された単一デザインのものが多いが、より後期の「プレミアムコレクション」では衣装に合わせたシチュエーション（浴衣の背景が神社と花火など）を描いたものも存在する。
後続のシリーズでは、コーディネイト以外の場面でもカードの使用が可能となっている。以下にそのカード種を示す。
フレンドカード
第6弾より登場。MM3の3人が載っているカードである。コンテスト中で使用することにより、カードに記載されているキャラクターが応援してくれる演出とともに、加点される仕組みが施されている。また、第7弾ではMM3に加え、テモテモが載っているカードも追加された。
排出されるカードは前述のように、シリーズ節に示されている時期に応じて差し替えが行われている。また、『極上!! めちゃモテ委員長』関連の商品特典やイベント会場での配布といった以下のような形で、本作筐体から排出されない限定カードを提供する企画も用意されている。
- アニメ版DVD（初回生産盤）
- アニメ版オープニング曲とエンディング曲のシングル
  - 「大好きになれっ!／こころ君に届け」（第28話以降オープニングおよびエンディング、初回生産盤限定）
  - 「元気になれっ!」（第40話以降エンディング、初回生産盤限定）
- 『ちゃお』の雑誌付録
- ちゃお&chuchuサマーフェスティバル

本作の販売促進関係にあるイオングループにはショップ限定カードが存在し、ショップに設置されている筐体からはある程度の頻度でショップ限定カードが排出されるようになっている。また、ショップの「極上!!めちゃモテ委員長」関連の商品には、特典として本作カードが付属されているものも存在する。
なお、メモリーカードを使用している場合は、物理的に排出されるカードの衣装ではなく、メモリーカードに記録された限定衣装を選択することも可能となっている。この場合も、カードの選択は本節記載の制約に準ずることとなる。

### コンテスト
本作本編はコンテストとなっている。第2弾まではファッションコンテストのみとなっていたが、第3弾ではダンスコンテスト、第5弾ではモデルコンテストといったように、シリーズによって様々な種類が設けられている。コンテストには異なるテーマが設けられており、テーマに合わせたコーディネイトを行うことで、より高い評価が得られるようになっている。コーディネイトについては次節に詳述する。
選択可能なコンテストは以下の通りである。
- ファッションコンテスト（第1弾 - 第4弾）
- ダンスコンテスト（第3弾 -）
- モデルコンテスト（第5弾 -）

ダンスコンテストにおいてはバックに流れる曲を選択することが可能である。選択可能な曲は以下の通りである。
- 大好きになれっ! - アニメ第28話以降のオープニングテーマソング
- めちゃモテ I LOVE YOU - アニメ第1話 - 第27話のオープニングテーマソング
- 元気になれっ! - アニメ第40話以降のエンディングテーマソング（第5弾 -）

コンテストに設けられているテーマは以下の通りである。
- スウィートコンテスト
- カジュアルコンテスト
- モードコンテスト
- トレンドコンテスト - 第2弾以降に設けられており、シリーズに合わせたその時々のトレンドファッションでのコンテスト。一部はシークレット扱いとなっている。
- シークレットコンテスト - クルモテメモリーカードを使用し、めちゃモテポイント一定ポイント以上で選択可能なテーマ。

### コーディネイト
コンテストの成績を左右する要素の一つがコーディネイトである。
事実上の前作である『クルキラ★アイドルDays』では、透過タイプのカードに印刷されている赤外線塗料をセンサーで検知する方法を用いており、重ねたカードを一度にスキャンする方式であったが、本作はバーコードリーダーを用いて1枚ずつ読み込ませる方式となっている。それに伴い、『クルキラ★アイドルDays』であった「透過カードをセル画のように重ね合わせることでの楽しみ」といった要素はなくなっている。代わりに、カードで示される衣装をどのように着こなすかを示す「スタイル」という要素が設けられており、カードを1枚読み込ませる度にスタイル選択を行う操作方式となっている。
クルモテカード節に記載の通り、カードには種類分けが施されており、同一ゲーム内で同一種のカード枚数には制限が施されている。制限枚数を越えてカードをバーコードリーダーに読み込ませると、後で読み込ませたカードが有効となり、それ以前に読み込ませていたカードの効果は失われる。既に読み込ませた種類のカードであるかどうかは、コーディネイト画面の右に表示される旗状のマークによって示される。なお、ドレスアップカードを読み込ませると、コスチューム、シューズ、ヘアアレンジをセットで読み込ませた扱いとなる。この状態で別のドレスアップカード、コスチュームカード、シューズカード、ヘアアレンジカードを読み込ませると、先に読み込ませたドレスアップカードの効果は失われる。
カードには出場コンテストとの相性が設けられており、コンテストが要求するシチュエーションと合ったカードを用いることで、コーディネイトの成績を大きく伸ばすことが可能となっている。なお、出場コンテストとの相性がよいカードは、出場コンテスト選択時にコンテスト下部にヒントとして表示されるほか、コーディネイト画面の左に表示されるゲージの増減によっても確認することが可能である。

### プロデュース
コンテストの成績を左右するもう一つの要素がプロデュースである。コンテストによってゲーム内容は異なるが、いずれも音楽ゲームとなっている。
ファッションコンテストではコンテスト会場におけるウォーキングをいかにうまくこなしたか、ダンスコンテストでは曲に合わせていかにうまくダンスを踊ったか、を示すものとなっている。画面上に表示される紅葉マークあるいは☆マークが所定のマーカーに重なるタイミングで、マークあるいはマーカーのうち色のついているものと同じ色のボタンを押下することで加点となる（マーカー表記はコンテストやシリーズによって種類が異なる）。また、ジャストタイミングであればより多くの加点が得られるようになっている。さらに、ダンスコンテストにおいては、曲の途中でポーズを決めるパートもあり、事前に定められたタッチ操作（ボタンによる操作も可能）を行うことで加点が得られるようになっている。
ゲーム開始時に選択した難易度によって、タイミングの複雑さと小節内で使用される色数が変化するようになっている。
低年齢向けでない音楽ゲームでは押下するボタンに対応した専用レーンが設けられている場合が多く、低年齢向けの音楽ゲームでは単に色のみで押下するボタンを区別するものが多いが、本作も他の低年齢向けの音楽ゲーム同様、色のみでの区別である。
モデルコンテストは、いかにうまくポージングを決めたを示すものとなっている。回転する3分割された円筒形の面に書かれた北神未海の絵柄を、お題と同じポーズになるようにタイミング良く止めることで加点されるポーズスロットとなっている。

### クルモテメモリーカード
『クルキラ★アイドルDays』とは異なり、本作ではメモリーカードへの成績記録が可能となっている。本作のメモリーカードの読み取り口は、筐体内に取り込まれるタイプではなく、コントロールパネル上に置くタイプである。従って、データ書き込み時に排出されないようにロックされるわけではなく、自由に取り除くことが可能となっており、ゲーム終了まで取り除かない旨の警告が表示されるようになっている。
メモリーカードを用いると、ゲームの成績に応じてめちゃモテポイントを得ることが可能となる。めちゃモテポイントを貯めることで以下のような特典が設けられている。第2弾までは特典の内容はほとんど公開されていなかったが、第3弾稼働開始に伴い、特典の内容が詳細に公開されるようになった。
- メイクポーチやネイルケースの入手により、メイクやネイルアートをカスタマイズして保存しておくことが可能となる。
- 難易度設定において、「やさしい」「ふつう」以外に「むずかしい」が選択可能となる。
- 初期には選択できない「シークレットコンテスト」に参加可能となる。
- （第3弾以降）「カレンダー&プロフ帳」と呼ばれる記録帳が設けられ、プレイ記録をカレンダー形式で保存することが可能となる。同日中に複数回プレイすることや、同月中に一定回数以上プレイすることで、めちゃモテポイントの加算量が変化するようになっている。
- （第3弾以降）他のメモリーカードを「お友達登録」することが可能となる。お友達登録したカード内のネイルデータを使用することが可能となる。
- （第4弾以降）累積めちゃモテポイントによって入手可能な限定衣装が設けられており、その衣装を用いてコンテストに出場することが可能となる。
- （第5弾以降）第5弾からは、プレイヤーキャラクターに、北神未海ではなくオリジナルキャラクター（マイキャラ）を用いることが可能となっているが、そのキャラクターを登録しておくことが可能となる。
- （第5弾以降）コンテストで着用した衣装をベストコーデとして登録しておくことが可能となる。次回プレイの際には、登録された衣装からコーディネイトが始まることになる。

メモリーカードはピロー（非透過の袋）に封入されているため、未開封状態ではデザインを見ることができない。デザインは主人公の通う武蔵野森山学園（通称：MM学園）の制服の胸元についている、チェック柄の赤いリボンの1種類のみとなっている。
メモリーカードには使用上限が設けられており、300度数となっている。300度数使用後は、新しいメモリーカードを用意することで引き継ぎが可能となっている。なお、メモリーカードは本作筐体からは排出されないため、ゲームプレイに先立って別途購入する必要がある。本作筐体に併設して自動販売機が用意されている店舗もあるが、カウンター等で手渡しで販売している店舗、メモリーカードの販売を行っていない店舗もある。逆に、本作が設置されていない一般玩具店でメモリーカードのみを取り扱っている場合もある。
メモリーカードは磁気に晒されるなどの理由で内部に格納された情報が破損する可能性があるが、第3弾以降には破損したメモリーカードの修復を試みる機能が設けられている。ゲーム開始時のメモリーカードを読み込ませる際に、破損したメモリーカードを読み込ませると、読み込めない旨と修復を試みる確認表示が行われるようになっている。

### マイキャラ
プレイヤーキャラクターとして使用可能なキャラクターは、第4弾までは原作主人公の北神未海のみであったが、第5弾からはオリジナルキャラクター「マイキャラ」を作成してプレイ可能となっている。ゲーム開始時に「あなた自身が参加」を選択することで、マイキャラ作成画面に移行、あるいはクルモテメモリーカードに登録されたマイキャラを呼び出してのプレイとなる。マイキャラ作成時にカスタマイズ可能な項目は以下の通りである。
- 前髪
- 髪型
- 髪の色
- 目
- 目の色
- 眉
- 口
- メガネ

マイキャラでプレイすると、衣装部屋に北神未海とマイキャラが登場し、北神未海と一緒にコーディネイトを楽しむ演出となる。